# Hirvensalmi
Hirvensalmi is een gemeente in de Finse provincie Oost-Finland en in de Finse regio Zuid-Savo. De gemeente heeft een landoppervlakte van 465,09 km² en telt 2.091 inwoners (2022).

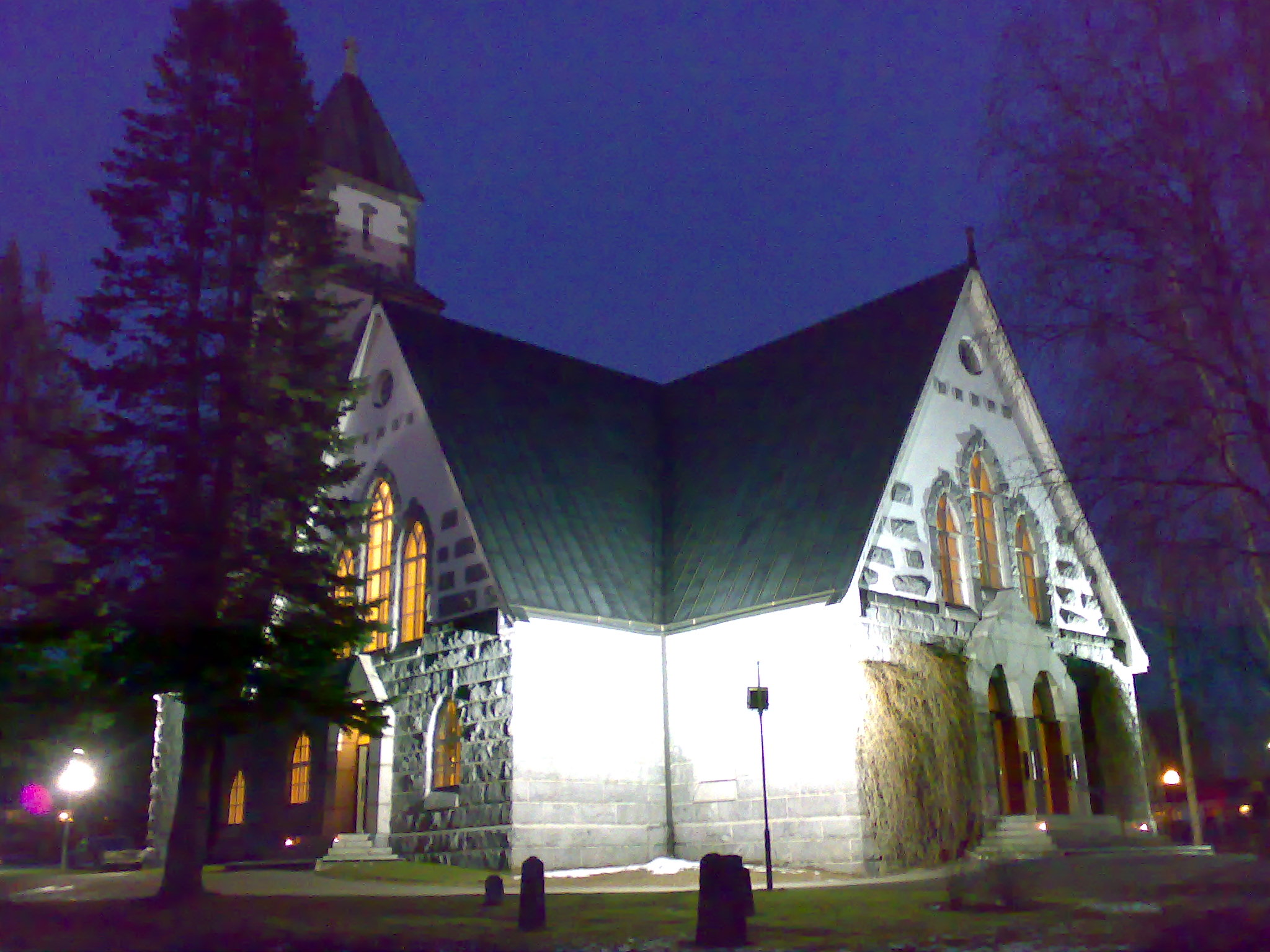
Kerk van Hirvensalmi
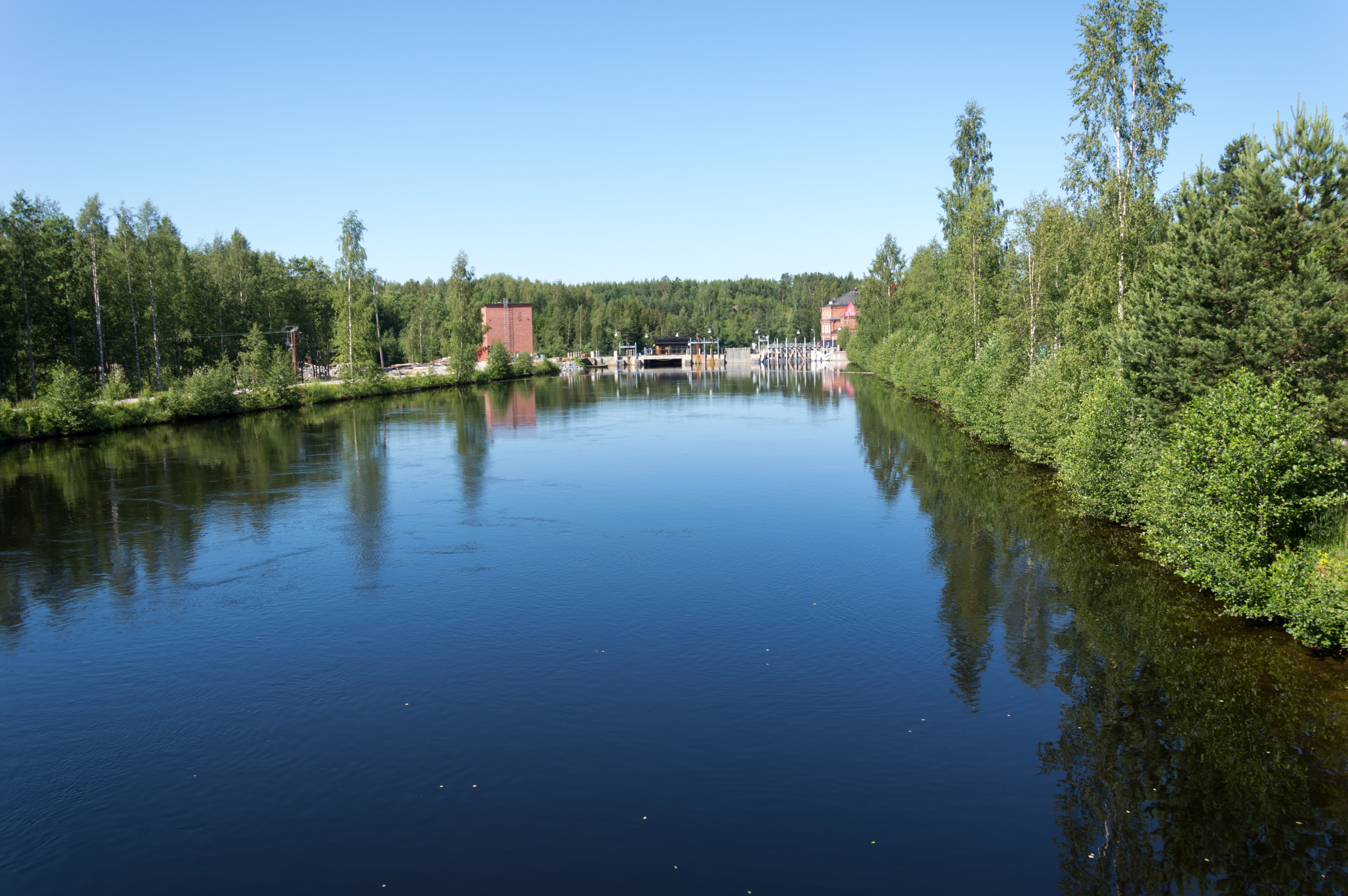
Kanaal van Kissakosken

## Geboren in Hirvensalmi
- Ahti Karjalainen (1923), politicus en premier van Finland